# Simon Terry
Simon Duncan Terry (* 27. Februar 1974 in Stirling, Schottland; † Juli 2021) war ein britischer Bogenschütze.
Terry gewann bei den Olympischen Spielen 1992 in Barcelona sowohl im Einzel als auch mit dem Team eine Bronzemedaille. Nach 13 Jahren Wettkampfpause kehrte er auf die internationale Bühne zurück. 2007 gewann er den Team-World-Cup und belegte im Einzel Rang 3. Sechzehn Jahre nach seinem ersten Einsatz, 2008, startete er erneut bei den Olympischen Spielen, blieb jedoch mit Platz 49 im Einzel und Rang 12 im Team weit von den Medaillenrängen entfernt.